# معركة إنيويتوك

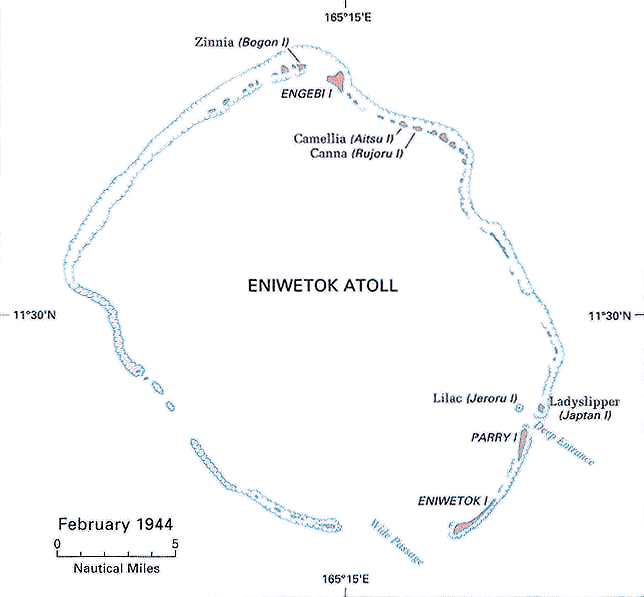
خريطة آتول إنيويتوك

معركة إنيويتوك (بالإنجليزية: Battle of Eniwetok) إحدى معارك حملة المحيط الهادئ إبان الحرب العالمية الثانية، جرت بين 17 فبراير 1944 و23 فبراير 1944، في آتول إنيويتوك بجزر مارشال. جاء غزو إنيويتوك بعد النجاح الأمريكي في معركة كواجالين جهة الجنوب الشرقي منها. وفرّ الإستيلاء على إنيويتوك مطاراً ومرفئاً لدعم الهجمات على جزر ماريانا إلى الشمال الغربي. عُرفت العملية رسمياً باسم «عملية كاتشبول» وكانت من ثلاث مراحل تنطوي على غزو الجزر الرئيسية الثلاث في آتول إنيويتوك.
سبق نائب الأميرال ريموند سبرونس الغزو بعملية هايلستون، وهي هجوم باستخدام حاملات الطائرات ضد القاعدة اليابانية في تراك بجزر كارولين.:67 دمرت هذه الغارة 39 سفينة حربية وأكثر من 200 طائرة.:67

## الملاحظات
1. 1 2 3 4  Rottman, G. The Marshall Islands 1944: Operation Flintlock, the capture of Kwajalein and Eniwetok.  Oxford: Osprey Publishing Ltd (2004) (ردمك 1-84176-851-0)

## للمزيد من القراءاة
- Eastern Mandates. US Army Campaigns in World War II. مركز التاريخ العسكري لجيش الولايات المتحدة. CMH Pub 72-23. مؤرشف من الأصل في 2017-09-17.
- Breaking the Outer Ring: Marine Landings in the Marshall Islands
- Heinl، Robert D., and John A. Crown (1954). "The Marshalls: Increasing the Tempo". USMC Historical Monograph. Historical Division, Division of Public Information, Headquarters U.S. Marine Corps. مؤرشف من الأصل في 2006-11-16. اطلع عليه بتاريخ 2006-12-04.{{استشهاد ويب}}:  صيانة الاستشهاد: أسماء متعددة: قائمة المؤلفين (link)
- Dyer، George Carroll (1956). "The Amphibians Came to Conquer: The Story of Admiral Richmond Kelly Turner". United States Government Printing Office. مؤرشف من الأصل في 2011-05-21. اطلع عليه بتاريخ 2011-05-05.

## وصلات خارجية
- تأريخ بالرسوم المتحركة لمعركة إنيويتوك
- فوج المشاة 184، كتيبة المشاة السابعة في مسرح المحيط الهادئ، 1943-1945